# Navalmanzano (kommun)
Navalmanzano är en kommun i Spanien.   Den ligger i provinsen Provincia de Segovia och regionen Kastilien och Leon, i den centrala delen av landet, 100 km nordväst om huvudstaden Madrid. Antalet invånare är 1 186.